# میرزاپور، بنگلادش
میرزاپور (به لاتین: Mirzapur) یک منطقهٔ مسکونی در بنگلادش است که در ناحیه میمن‌سینگ واقع شده‌است. میرزاپور ۲٫۲۱ کیلومتر مربع مساحت و ۱٬۳۸۷ نفر جمعیت دارد.